# Frisland

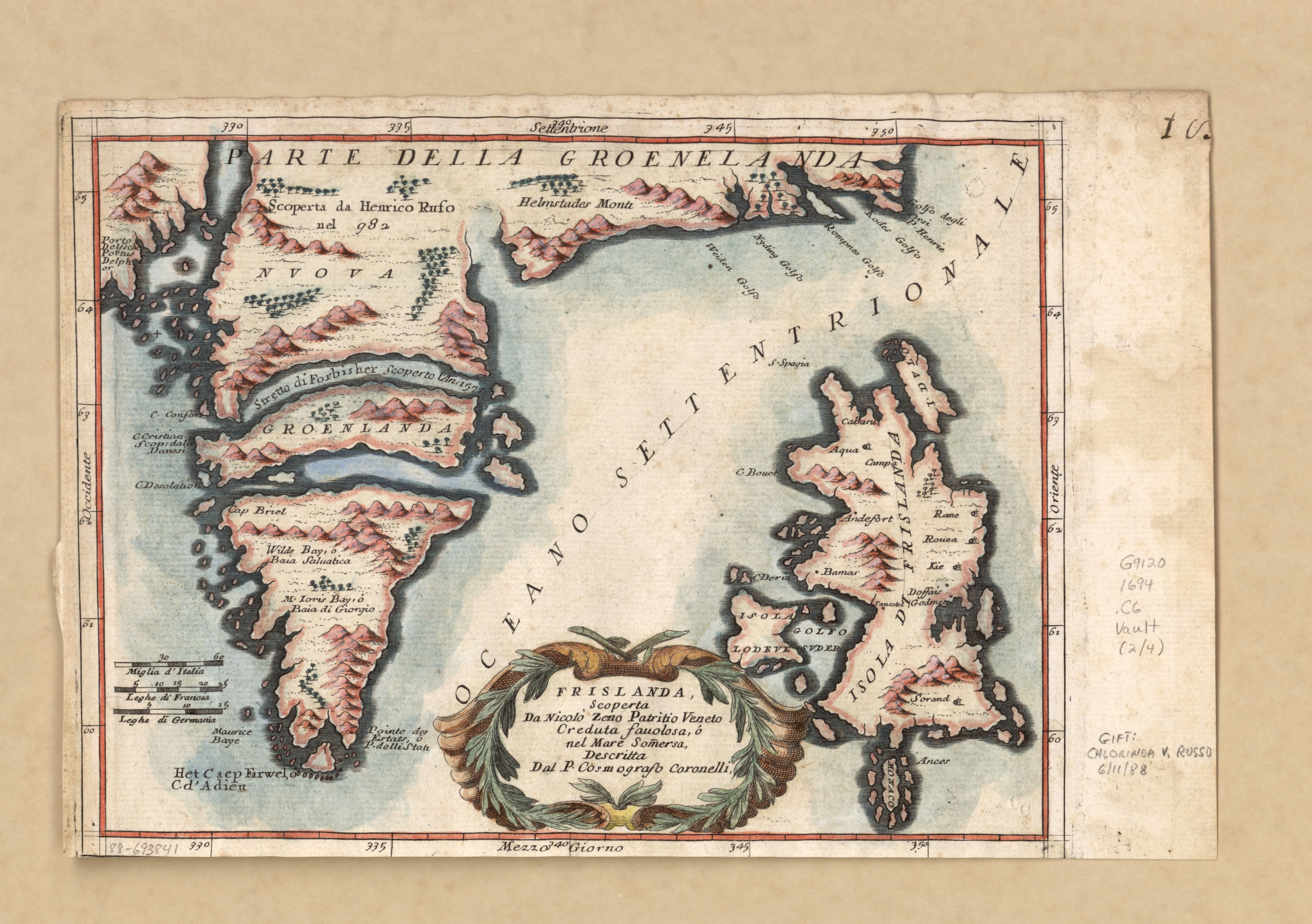
Frislanda und Südgrönland auf einer Karte von Vincenzo Coronelli, 1692

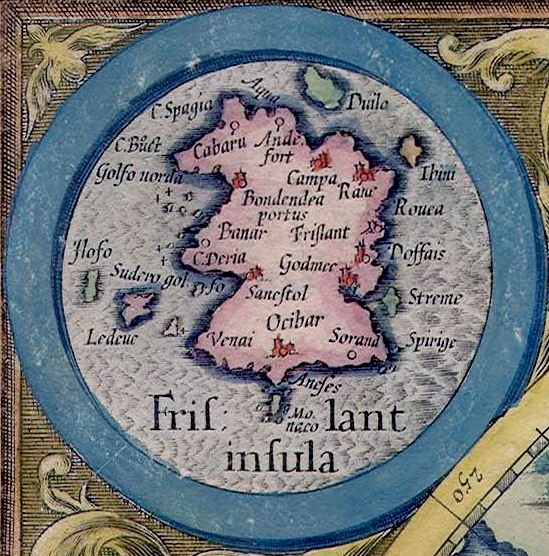
Frisland auf einer Karte des Gerardus Mercator 1623 (Ausschnitt)

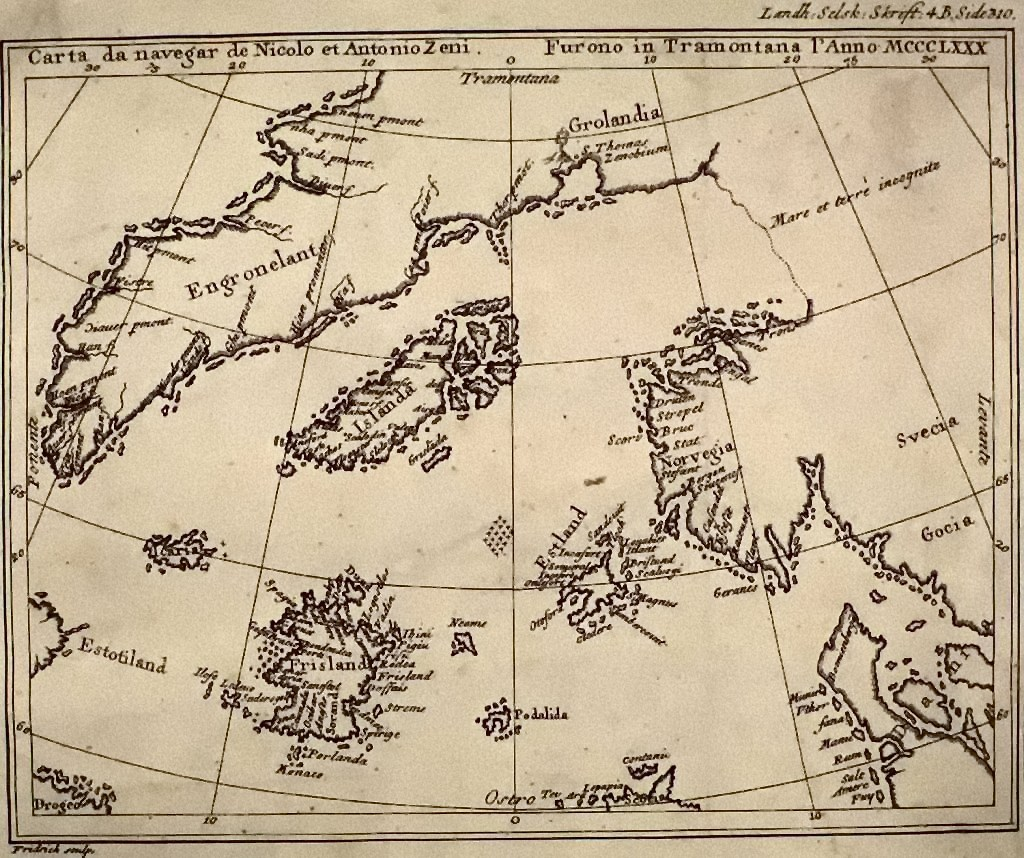
Karte von Nicolo Zeno, 1558

Frisland (auch: Frißland, Frissland, Frischlant, Friesland, Friseland, Freezeland, Frislandia, Frislanda und Fixland) ist eine Phantominsel, die ab Mitte des 16. Jahrhunderts über 100 Jahre lang auf beinahe allen Karten des Nordatlantiks in teilweise stark unterschiedlicher Größe verzeichnet war; während sie auf der Zeno-Karte fast die Fläche von  Island aufweist, ist sie auf anderen Karten wie der von Gerhard Mercator oder Abraham Ortelius nicht mal halb bzw. ein drittel so groß.
Der Venezianer Nicolò Zeno (1515 bis 1565) verfertigte aus den zu seiner Zeit vorhandenen, nur teilweise realistischen Karten (Olaus Magnus’ Karte, eine ergänzte Ptolemäus-Karte) mit großer Phantasie, aber ohne eigene Ortskenntnis und Erfahrung seine eigene Version des atlantischen Nordmeers. Diese als Zeno-Karte in die Geschichte eingegangene Karte gab er als Jahrzehnte jüngeres Ergebnis der Reisen seiner Vorfahren aus.
Die aus seiner Phantasiekarte immer wieder übernommene Phantominsel Frisland führte jahrhundertelang zu weiteren Verwirrungen. So nahm Martin Frobisher 1578 anstelle Grönlands West-Friseland für die englische Königin Elisabeth I. in Besitz, da er sich auf seine Mercator-Karte verließ, die ebenfalls Zenos Frisland verzeichnet hatte.

## Kartenbeispiele

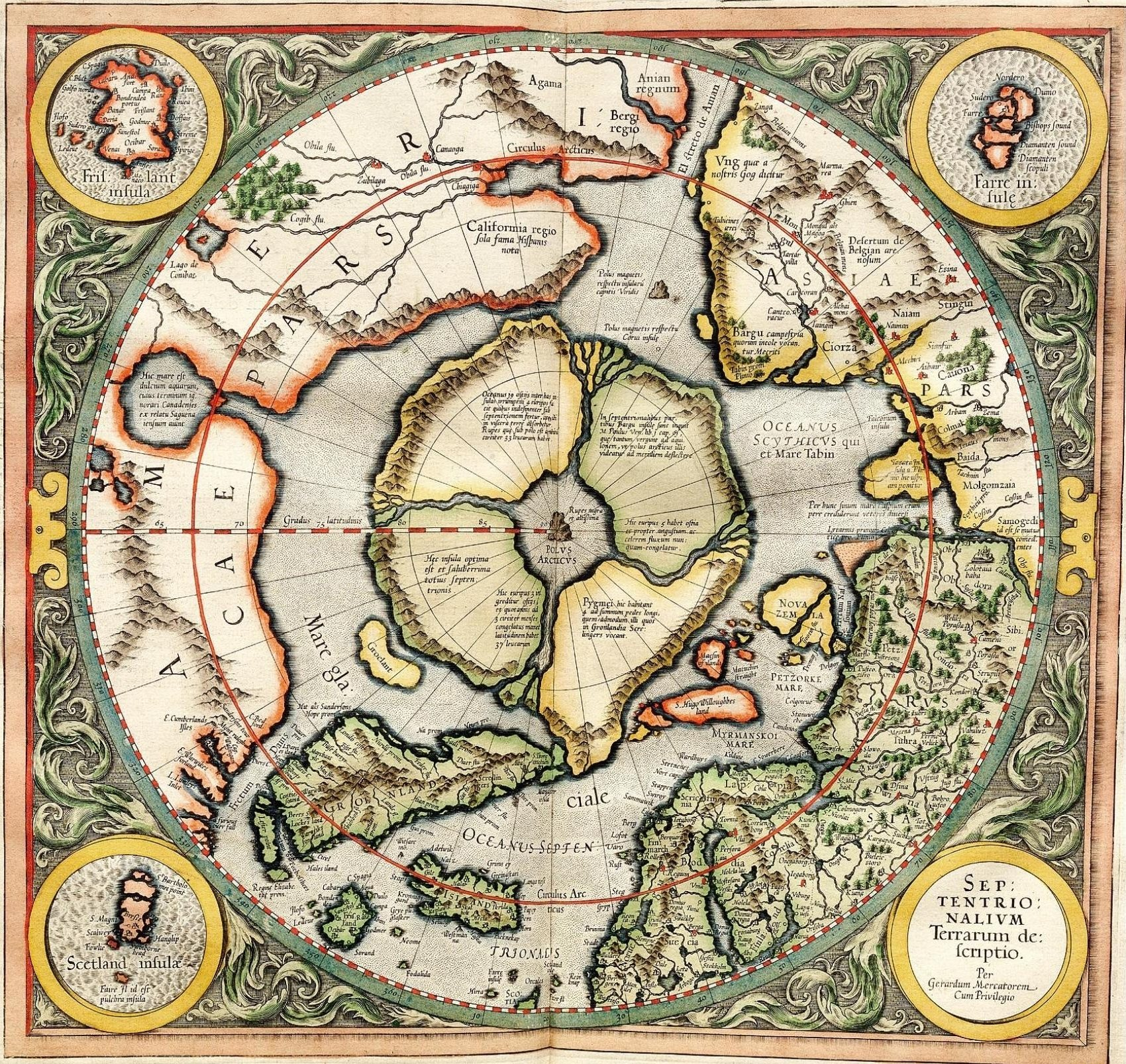
Karte der Arktis von Mercator, 1595
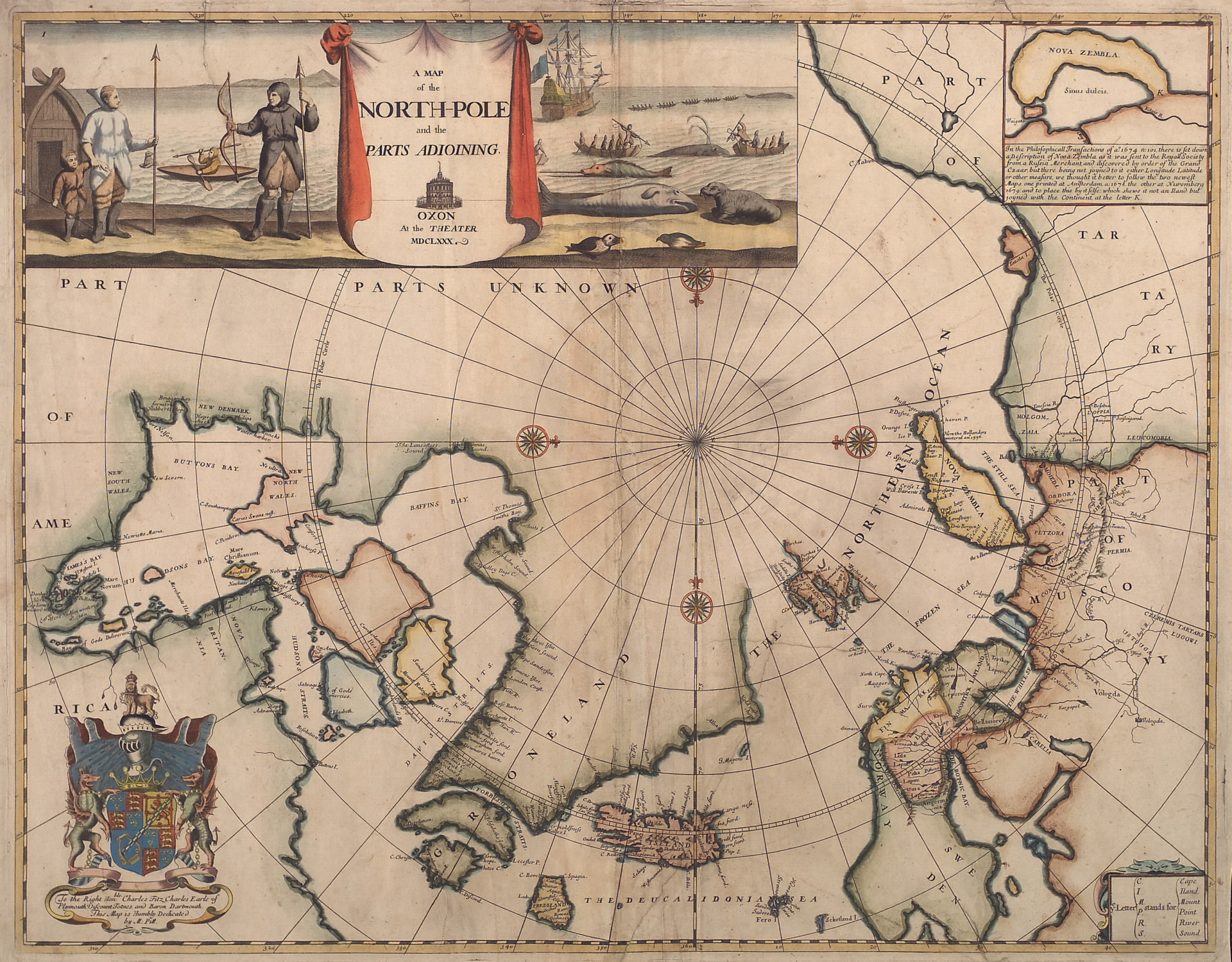
Karte aus The English Atlas, 1680